# Guillaume Évrard

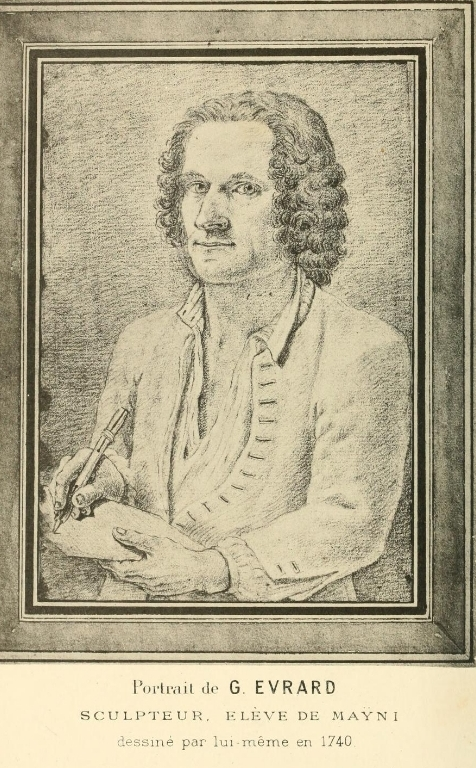
Autoritratto di Guillaume Évrard, 1740.
Foto di Ch. Claesen per il XXI Bulletin de l'Institut Archéologique Liégeois, 1888

Guillaume Évrard (Liegi, 1709 – Liegi, 1793) è stato uno scultore belga.

## Biografia
Si formò nello studio dello scultore Renier Panhay de Rendeux e si perfezionò con Simon Cognoulle (1736): Soggiornò in Italia tra il 1738 e il 1744, e al ritorno a Liegi gli fu affidata l'esecuzione del mausoleo del principe vescovo Georges-Louis de Berghes, che era morto l'anno prima. Fece tutta la sua carriera a Liegi, godendo di molti ordini.
Nel 1775, il principe vescovo François-Charles de Velbruck lo nominò decano dell'Accademia di pittura, scultura e incisione che aveva appena creato a Liegi. Nel 1779, Guillaume Évrard divenne membro della Société libre d'émulation fondata anch'essa da Velbruck. Terminò la sua carriera con un lavoro conferitogli dal principe-vescovo Charles Nicolas d'Oultremont, che lo nominò custode del castello estivo dei principi vescovi a Seraing.
Ebbe tra i suoi allievi lo scultore François-Joseph Dewandre e morì nel 1793, all'età di 83 anni.